# Beludzsisztáni konfliktus
A Beludzsisztáni konfliktus egy fegyveres konfliktus a beludzsok és a Pakisztáni és Iráni hadsereg között.
A Beludzs régiót feldarabolták és hűbérbirtokokra osztották 1947 előtt. A 19. században foglalta el Nyugat-Beludzsisztánt Irán. 1872-ben húzták meg a határokat. 1947. augusztus 14-én és 15-én nyerte el függetlenségét India és Pakisztán. A fejedelmi Kalat régió új Pakisztán szomszédságába került. A függetlenség előfeltételének egyike ezeknek az újonnan alakult országoknak, hogy a fejedelmi területek határosak lesznek vagy a territóriumaiknak joguk lesz területeik bővítésére vagy szuverenitásuk megtartására. A Kalat fejedelmi terület 1947. augusztus 11-én jelentette be függetlenségét, Mir Ahmed Yar Khan kinyilvánította ki Kalat szuverenitását.

### Videó linkek
- Exclusive report on Baluch separatists - 10 Jun 07. YouTube